# Брује (језеро)
Језеро Брује, познато и као Ердевичко језеро, смештено је северозападно од Ердевика, општина Шид. Од центра општине Шид удаљено је 15, а од Београда око 95 километара. До језера води асфалтни пут који се наставља поред језера те се у дну акумулације грана на пут којим се обилази његова десна обала и на пут којим се иде до термоминералног изворишта потока који га храни водом (локалитет Бања). Претпоставља се да је у време Римљана ту била позната бања.
Језеро се протеже правцем север—југ у дужини од око 800 метара, смештено је на надморској висини од 110 метара, а заузима површину од око 17 хектара. Настало је 1981. године за потребе снабдевања водом оближње винарије и то тако што је преграђена долина потока Бања браном дужине 270 и висине 13 метара. Максимална дубина језера износи 7 метара при брани, а стрме падине око језера уздижу се до 20 метара висине и обрасле су багремом.